# Frida Hallgren
Frida Sophia Hallgren (Stockholm, 1974. december 16. –) svéd színésznő. Nemzetközi szinten a Hétköznapi mennyországban játszott szerepéről ismert.

## Pályafutása
Színházi pályafutását 11 évesen kezdte, első filmszerepét pedig 12 évesen kapta a Det första äventyret (Az első kaland) című gyerekfilmben. Ez után több svéd tévésorozatban szerepelt.
Érettségi után a malmői színművészeti főiskolára járt, amelyhez a göteborgi városi színházban töltött gyakorlat kapcsolódott. A főiskola elvégzése (1998) után számos színházi szerepet kapott Göteborgban, Stockholmban és Uppsalában. Nemzetközi ismertségre Kay Pollak Oscar-díjra jelölt filmjében, a Hétköznapi mennyországban játszott főszerepével tett szert. 2007-ben a ZDF kétrészes minisorozatában, a Der Kommissar und das Meer (A felügyelő és a tenger) tűnt fel Walter Sittler és Inger Nilsson mellett.

## Filmográfia
(újabb szerepek)
- 2007 - Der Kommissar und das Meer
- 2005 – Störst av allt
- 2005 – Gyerek vagy nyerek? (Vinnare och förlorare)
- 2004 – Hétköznapi mennyország (Sa som i himmelen/As It Is in Heaven)
- 2002 – Stackars Tom (háromrészes tévésorozat)
- 1992 – Svart lucia

## Fordítás
- Ez a szócikk részben vagy egészben a Frida Hallgren című német Wikipédia-szócikk ezen változatának fordításán alapul.  Az eredeti cikk szerkesztőit annak laptörténete sorolja fel. Ez a jelzés csupán a megfogalmazás eredetét és a szerzői jogokat jelzi, nem szolgál a cikkben szereplő információk forrásmegjelöléseként.